# 볼도
볼도(스페인어: boldo, 학명: Peumus boldus 페우무스 볼두스[*])는 녹나무과의 단형 속인 볼도속(boldo屬)에 속하는 유일한 종이다. 원산지는 칠레이며, 남위 33~40도 사이에 분포한다. 이름의 어원은 마푸둥군어 "폴로(foḻo)"이다.

## 사진 갤러리

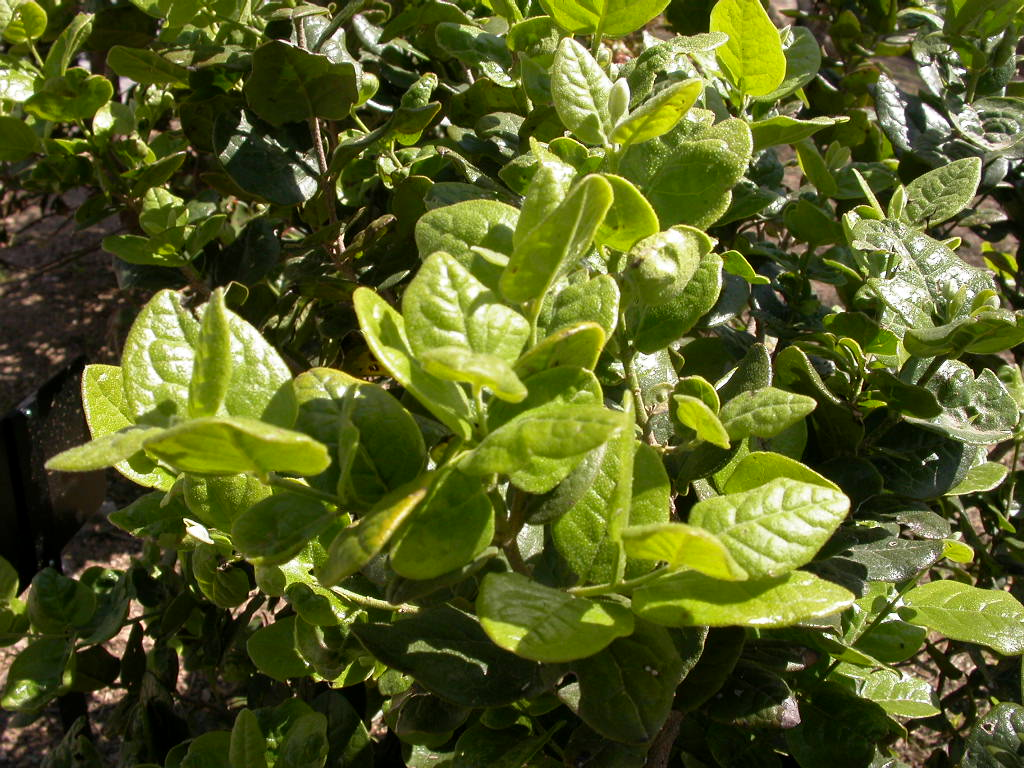
잎
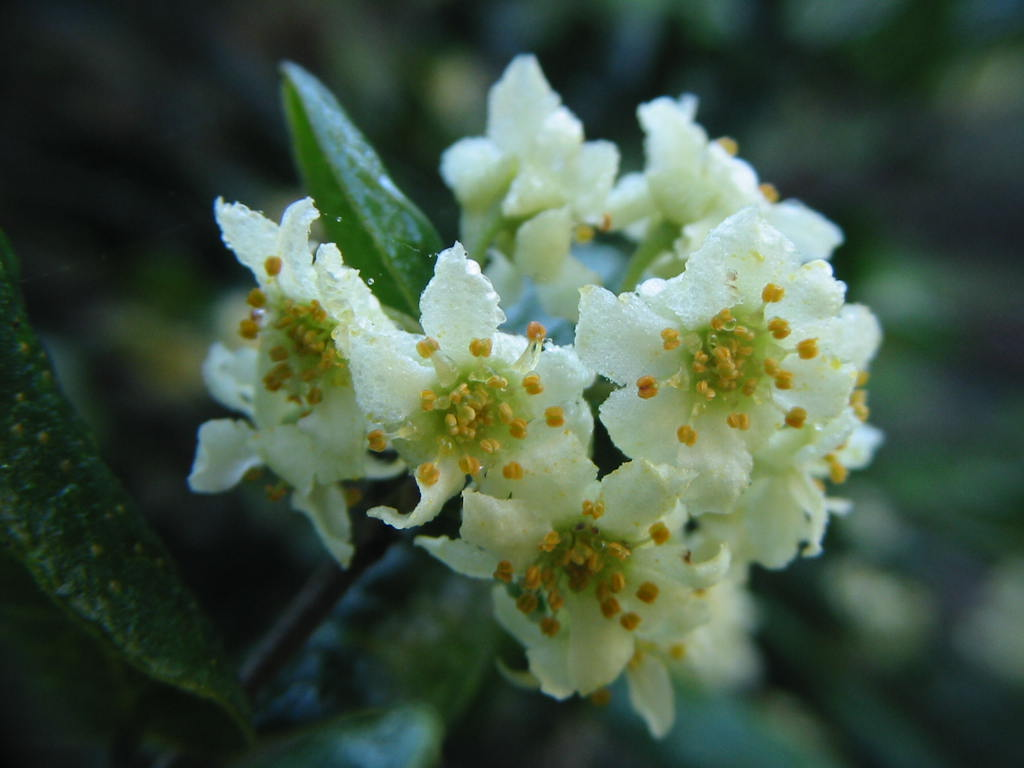
꽃
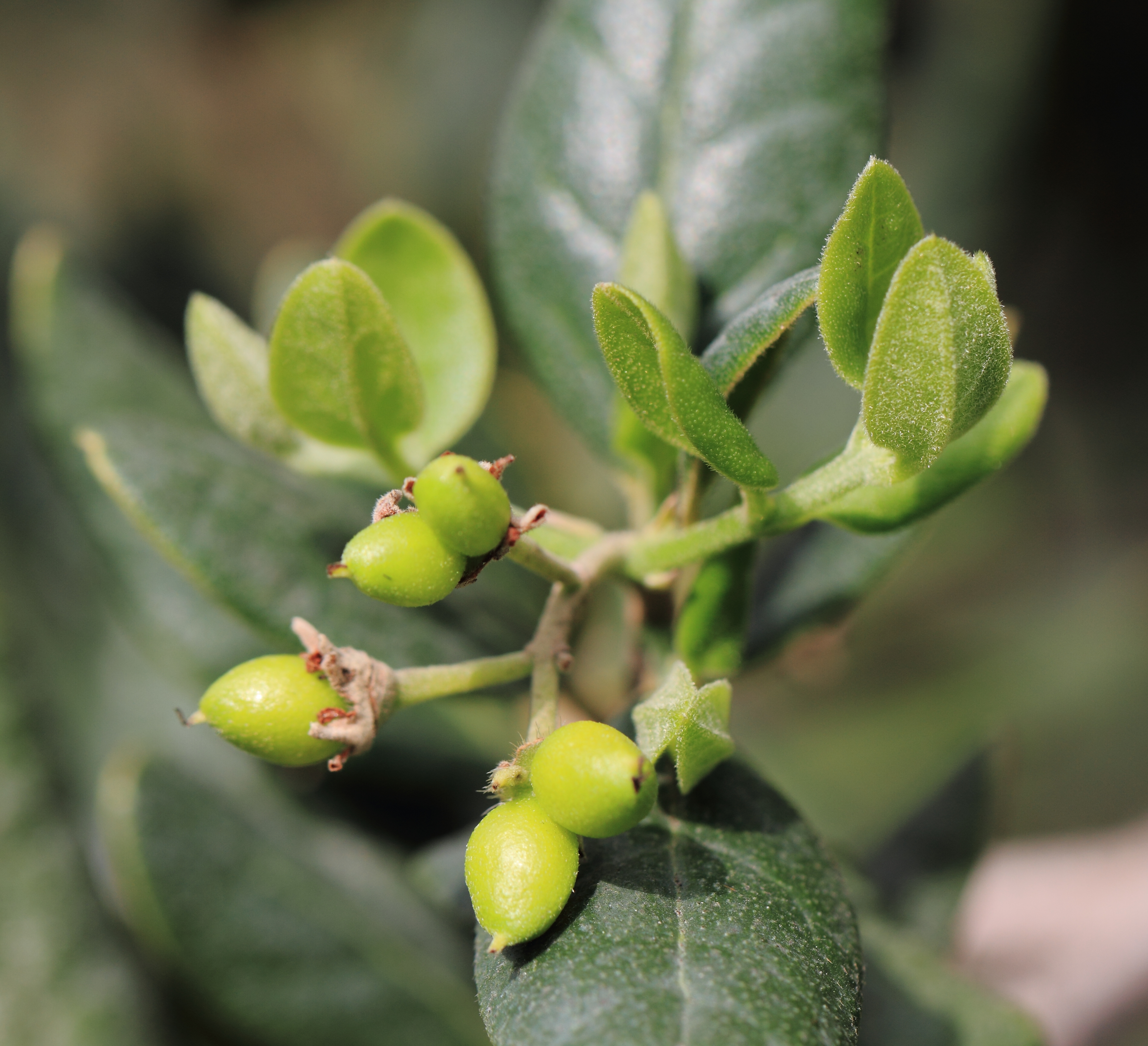
풋열매
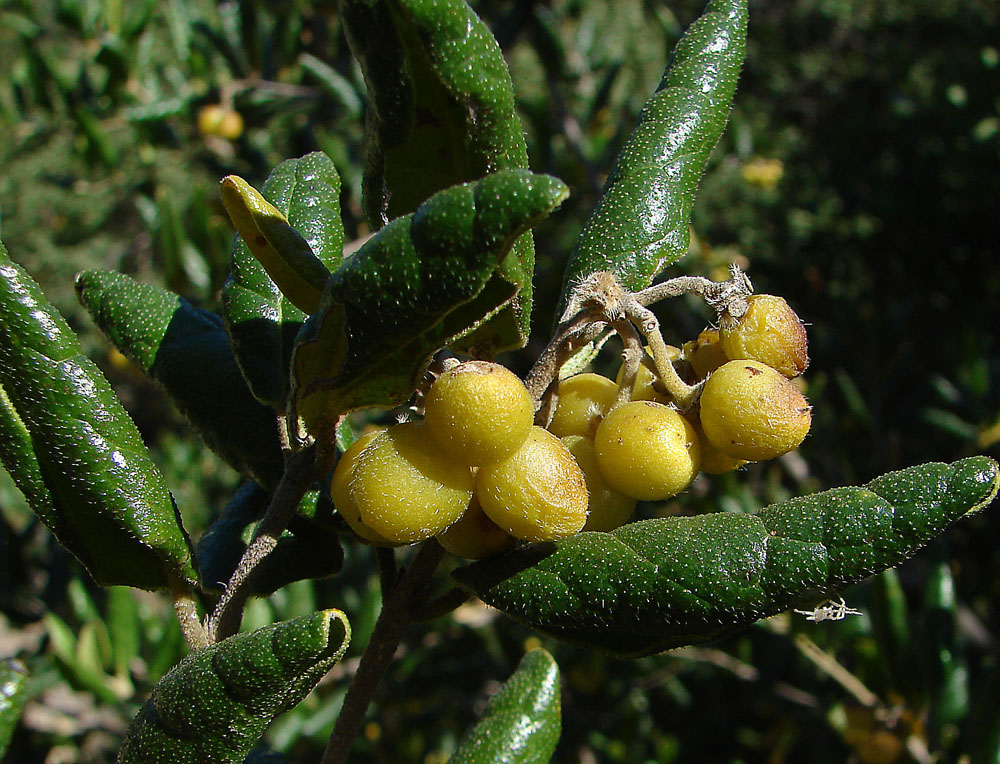
익은 열매